# Khediv
Khediv (även kediv, persiska för "herre") var förr en persisk härskartitel. Khediv var även titeln på en under formell och andlig osmansk överhöghet men i stort sett självständigt härskande vicekung av Egypten mellan 1867 och 1914.
Titeln instiftades av sultan Abd ül-Aziz år 1867 åt Ismail Pascha, den dåvarande guvernören av Egypten. Detta var ett formellt erkännande av den autonoma ställning som Egypten hade och som erhölls genom Ismails farfar Muhammed Alis uppror mot osmanerna. Ismails son Tewfik Pascha ärvde titeln, liksom dennes son Abbas II, som dock avsattes av britterna 1914, varpå titeln avskaffades. 